# Variimorda ragusai
Variimorda ragusai es una especie de coleóptero de la familia Mordellidae. La especie fue descrita científicamente por Carlo Emery en 1876.

## Distribución geográfica
Habita en la isla de Sicilia.